# Dialeto esmolandês
Esmolandês [carece de fontes?] (em sueco: Småländska;  PRONÚNCIA; lit. "dialeto da Småland") é um termo geral para os dialetos suecos falados na província histórica da Småland, no sul da Suécia. Os dialetos do norte são influenciados principalmente pelos dialetos suecos centrais, enquanto que os dialetos mais ao sul foram mais influenciados por dialetos meridionais, como os de Halland e da Escânia.
Entre as características principais do esmolandês meridional está o uso da vibrante uvular [ʀ] (que muitos pronunciam como uma fricativa uvular sonora [ʁ]) no lugar do fonema sueco /r/. Uma isoglossa maior passa através de Småland, em uma linha que vai aproximadamente da fronteira com o Västergötland no oeste, através de Jönköping até a cidade costeira de Mönsterås no oeste, quarenta quilômetros a norte de Kalmar. A isoglossa divide as realizações dorsais de /r/ no sul e a área de transição que usa tanto a realização coronal como a dorsal, incluindo grandes partes de Västergötland, Östergötland, Värmland e Bohuslän. Ao norte dessa área de transição só se usam realizações coronais, como vibrantes múltiplas alveolares [r], vibrantes simples alveolares [ɾ] e fricativas retroflexas sonoras [ʐ].

## Fonologia
Algumas características que distinguem o esmolandês do sueco oficial, fora o /r/ mencionado acima, são:
- Vocalização, no condado de Kronoberg, do /r/ no final de palavras. Por exemplo, mor, normalmente pronunciado [mur], é pronunciado [muə̯], [muo̯] ou [mua̯].
- Queda do /t/ final: brunnit pronunciado como brunne no condado de Kalmar.
- O condado de Kronoberg manteve o /n/ no final de husen e solen, mas no condado de Calmar e de Jönköping, estas palavras se pronunciam como husa e sola.
- Em Calmar, os fonemas /ɪ/ e /y/ são mais abertos: /e/ e /ø/.

## Vocabulário
| Småländska | Sueco-padrão | Português |
| ---------- | ------------ | --------- |
| grina      | skratta      | rir       |
| tjabba     | prata        | falar     |
| here       | pojke        | rapaz     |